# Sentier de la Station
Le sentier de la Station est une voie du 19e arrondissement de Paris, en France.

## Situation et accès
Le sentier de la Station est une voie située dans le 19e arrondissement de Paris. Il débute avenue de Flandre et avenue Corentin-Cariou et se termine en impasse.

## Origine du nom
Ce sentier porte ce nom parce qu’il menait à la gare (ou station) du pont de Flandre de la ligne de Petite Ceinture.